# 尾谷昌則
尾谷 昌則（おだに まさのり、1973年 - ）は、日本の言語学者。法政大学文学部日本文学科教授。

## 略歴
- 富山県魚津市生まれ[1]。
- 1992年富山県立魚津高等学校卒業
- 1996年慶應義塾大学文学部英米文学科卒業
- 1998年富山大学大学院人文科学研究科言語学専攻修士課程修了
- 2001年京都大学大学院人間・環境学研究科博士後期課程単位取得満期退学。
- 2005年京都大学より博士（人間学・環境学）の学位を取得。
- 2004年東北学院大学教養学部専任講師、2007年准教授。
- 2010年法政大学文学部日本文学科准教授。2014年教授[2]。
- 2020年日本語用論学会評議員・事業委員長[3]。

## 著書
- 『言葉と認知のメカニズム』（児玉一宏・小山哲春編・分担執筆、ひつじ書房、2008年）
- 『構文ネットワークと文法』（二枝美津子共著、研究社、2011年）
- 『認知言語学論考100』（ひつじ書房、2012年）
- 『言語の創発と身体性』（分担執筆、ひつじ書房、2013年）